# Malory Towers-böckerna
Malory Towers är en serie om sex romaner av den engelska barnboksförfattaren Enid Blyton. Serien var Blytons andra bokserie om en internatskola. Beskrivningen av skolan baserade Blyton på en internatskola för flickor som hennes äldsta dotter gick på, Benenden School. Denna skola flyttade under andra världskriget till Hotel Bristol i Newquay, Cornwall och det är den miljön i Cornwall som har inspirerat Blyton. Serien följer huvudpersonen Darrell Rivers skolgång och upplevelser på internatskolan. Namnet Darrell Rivers erinrar om Blytons andra make, Kenneth Darrell Waters. Under 2009 lades sex böcker till i serien av författaren Pamela Cox. Händelserna i dessa utspelar sig efter att Darrell har lämnat skolan och har Darells yngre syster, Felicity Rivers som huvudperson.

## Pamela Cox böcker
Den andra bokserien av Pamela Cox omfattar också sex böcker och följer Darells yngre syster Felicity. Böckerna tar sin början under hennes tredje år och följer henne till sista terminen. Sallys yngre syster, Daffy, kommer till skolan när Felicity går i sjätte klass. I den sista boken i den nya serien, Goodbye Malory Towers, återvänder Darrell, Sally och Alicia, för en återträff, och Gwendoline Mary Lacey blir lärare på skolan.

## Ursprung och inspiration
Lulworth Castle, anses av flera kommentatorer varit Blytons inspiration till Malory Towers. Enid Blytons äldre dotter Gillian började på internatskolan Benenden School hösten 1945. Skolan hade flyttat från Kent till Hotel Bristol i Newquay, Cornwall under andra världskriget. Gillian studerade bara på Benenden School i Cornwall under en termin innan skolan flyttade tillbaka till sin ursprungliga plats i Kent. Flera lokala miljöer i Cornwall inspirerade Blytons skildring av Malory Towers. Skolans ligger nära kusten. Malory Towers kustpool har sin inspiration av poolen vid Dancing Ledge i Dorset. Lulworth Castle, ligger också i Dorset, och påminner mycket om Blytons beskrivning av Malory Towers i den första boken. Slottet ligger bara omkring 2 mil från Swanage , som Blytons familj besökte varje sommar efter 1941. Flera som skrivit om bokserien ser paralleller mellan händelser i Gillians skolgång, dokumenterade i hennes dagböcker, och handlingen i Malory Towers-böckerna. Berättelserna om Malory Towers var möjligen Blytons kommentarer till sin dotters skoltid och hennes sätt att ge råd. Likheterna inkluderar Darrells humör, intressen för en skådespelarkarriär och besatthet av hästar. Liksom Darrell i böckerna var Gillians styvfar också kirurg.

Händelsen i den första boken om Mallory Towers som skildrar hur Darrell knuffar Sally har en nära parallell i en incident mellan Gillian och hennes yngre syster Imogen. Anteckningen i Gillians dagbok lyder:
Imo irriterade mig och jag förlorade min självbehärskning och slog ner henne. Hon kunde ha skadat sig själv. Egentligen vet jag inte vad jag gör när jag tappar humöret. Jag kan lätt döda henne en dag.
Handlingen i tredje boken som introducerar karaktären Zerelda Brass, som har ambitioner att bli skådespelerska, har också en parallell i Gillians dagböcker. En anteckning på baksidan av hennes dagbok från 1946 lyder:
I brevet som mamma skrev sa hon att hon trodde att jag skulle bli en bra skådespelerska och att om jag ville bli skådespelerska skulle hon och pappa backa upp mig. Hon sa att hon var glad att jag kunde analysera mina känslor. Hon sa att jag hade de rätta sympatiska känslorna för en skådespelerska. Hon var väldigt trevlig och jag älskar henne.

## Böcker i bokserien

### Enid Blyton
- Första terminen vid Malory Towers  översättning Ragnhild Hallén (1957) eng. orig. First Term at Malory Towers (1946) Första året på Malory Towers [Elektronisk resurs]  (2024.)
- Andra året vid Malory Towers översättning Ragnhild Hallén (1958) The Second Form at Malory Towers (1947) Andra året på Malory Towers [Elektronisk resurs] (2024)
- Third Year at Malory Towers (1948) Tredje året på Malory Towers [Elektronisk resurs] (2024).
- Upper Fourth at Malory Towers (1949) Fjärde året på Malory Towers [Elektronisk resurs] (2024).
- In the Fifth at Malory Towers (1950). Femte året på Malory Towers [Elektronisk resurs] (2024).
- Last Term at Malory Towers (1951) Sista terminerna på Malory Towers [Elektronisk resurs] (2024).

Endast de två första av Blytons böcker översattes till svenska under 1950-talet. Böckerna kom ut som ljudböcker på svenska översatta av Maria Holm under 2024.

### Pamela Cox skrev sex uppföljande böcker i serien 2009
- New Term at Malory Towers (2009)
- Summer Term at Malory Towers (2009)
- Winter Term at Malory Towers (2009)
- Fun and Games at Malory Towers (2009)
- Secrets at Malory Towers (2009)
- Goodbye Malory Towers (2009)

## Anpassningar till andra språkområden och media

### Tyskland
Den tyska översättningen av originalen, som publicerades under 1965 till  1967 genomgick betydande förändringar. Dels moderniserades miljön och texten anpassades till tyska gymnasieskolor (handboll ersatte lacrosse). Malory Towers heter Möwenfels. Dessutom ändrades personnamnen - till exempel döptes Darrell om till Dolly. Från 1977 till 1997 publicerades dessutom tolv uppfäljande böcker som berättade om Dollys senare liv som kom att ske i skolans närhet. 
Från 1977 till 1997 skrevs en fortsättning av serien på tyska av olika författare, mestadels Rosemarie Eitzert. Den sista volymen nr 18 publicerades 1997, nio år efter volym 17. Denna tyska fortsättningsserie är mestadels okänd i England. I böckernas står det Efter Enid Blyton, berättad av Rosemarie von Schach eller Tysk bearbetning: Rosemarie von Schach. Detta är Rosemarie Eitzerts pseudonym. I dessa följande böckerna försvinner den brittiska miljön helt, berättelserna anpassas helt till  tyska förhållanden. Dolly och några av hennes klasskamrater studerar ytterligare två år på skolan Möwennest, en systerskola nära Möwenfels slott. Dolly gör sedan praktik på Möwenfels, blir lärare och senare husmor. Efter sin examen från flyttar Felicitas också till Möwennest. Senare gifter sig Dolly med en av lärarna.Den tyska fortsättningsberättelsen slutar i den 18:e boken med att rektor Graylings pensioneras och Dolly blir hennes efterträdare.

### Ljudpjäs i Tyskland 1977
1977 släpptes  ljudföljetongen Zebra Dolly på LP. Producent för denna var Hartmut Kiesewetter.

### Malory Towers (musikalen)
En musikal skriven och regisserad av Emma Rice och hennes bolag Wise Children har turnerat på olika teatrar under 2019. Det var en samproduktion med York Theatre Royal, i samarbete med Bristol Old Vic.

### Malory Towers (TV-serie)
2019 tillkännagavs att en tv-anpassning av böckerna producerades för den brittiska barnkanalen CBBC, i samarbete med Kanadas Family Channel. Den utvecklades av Rachel Flowerday, som tidigare hade arbetat på tv-serien Fader Brown. Serin hade premiär den 23 mars 2020. Säsong 1 har 13 halvtimmesavsnitt om Darrells första år på Malory Towers. De tretton första avsniitten i serien släpptes på BBC iPlayer den 23 mars 2020 och hade premiär på CBBC den 6 april 2020 i Storbritannien. I Kanada sändes premiären på Family Channel den 1 juli 2020. I USA premiärsändes den på BYUtv från den 13 september 2020.
Serien har fortsatt att producera en andra och tredje säsong. Internationellt sänds serien på CBC Gem i Kanada, ABC Me i Australien, ZDF och KiKA i Tyskland, e-Junior i Förenade Arabemiraten, Yle TV2 i Finland, SVT Barn i Sverige, NRK Super i Norge, HBO Max i Skandinavien, Space Power TV och Spacetoon Go i Mellanöstern och HOT i Israel. 2022 spelades en fjärde serie in. Den 8 maj 2023 släpptes den fjärde serien. De fyra första säsongerna var vardera på 13 avsnitt med två tilläggsavsnitt. En femte säsong bestående av 20 avsnitt ska spelas in..